# John P. Bodel
John Putnam Bodel (* 1957 in Lakeville) ist ein US-amerikanischer Althistoriker.

## Leben
Er erwarb 1978 den B.A. an der Princeton University, 1979 den M.A. an der University of Michigan und 1984 bei John D’Arms den Ph.D. an der University of Michigan (Dissertation: Freedmen in the Satyricon of Petronius). Er lehrte an der Brown University (seit 2003 W. Duncan MacMillan II Professor of Classics, seit 2009 Professor of Classics and Professor of History), an der Rutgers University (Professor of Classics: 1997–2002, Associate Professor of Classics: 1993–1997) und an der Harvard University (Associate Professor of the Classics: 1989–1992 Assistant Professor of the Classics: 1984–1989).

## Schriften (Auswahl)
- Roman brick stamps in the Kelsey Museum. Ann Arbor 1983, ISBN 0-472-08039-3.
- Graveyards and groves. A study of the Lex Lucerina. Cambridge 1994, OCLC 69175649.
- mit Stephen V. Tracy: Greek and Latin inscriptions in the USA. A checklist. Rom 1997, OCLC 988993175.
- als Herausgeber mit Walter Scheidel: On Human Bondage. After Slavery and Social Death. Oxford 2017, ISBN 978-1-119-16248-3.